# Sir Crocodile
Sir Crocodille er en figur fra mangaen One piece af Eiichiro Oda

## Om Crocodille
Et af de mest tydelige træk ved Sir Crocodille er et ar, som går tværs over hans ansigt, hans evigt skulende øjne og hans krog på venstre arm.
Sir Crocodille er en af havets syv samuraier, som er statsautoriserede pirater, der kun overfalder andre pirater og deler deres bytte myndighederne, som så lader dem være i fred. Før Sir Crocodille blev "samurai" var hans dusør 81 millioner dubloner.
Crocodille stoler ikke på nogen. Det eneste han tænker på er sig selv og at få sine planer ud i livet, hvilket han gør med list og ondskab. Alle, som han ikke har brug for, eller som skuffer ham, lader han nådesløst blive dræbt. han er fuldstændig ligeglad med andre mennesker.

## Historie
Han var en stor helt i Alabasta, indtil han blev afsløret af prinsesse Vivi, som Mr. Zero og øverste chef for Baroque firmaet. Hans plan var, at finde det hemmelige våben Pluton, i Alabasta, som han kunne bruge til at erobre verdensherredømmet.

## Evner
Sir Crocodille råder over sand-frugtens djævlekraft, som er en logia-frugt som give krafter over et element. Sand-frugtens kraft har gjort, at han kan skabe sandstome, udtørre alt, omdanne sig selv til sand og er stort set uskadelig overfor alt.
Men med de store kræfter har han også en stor svaghed. Alt, som er vådt, kan skade ham, F.eks. før Ruffy gjorde sine hænder våde, i kampen mod Crocodille, skete der intet, men da Ruffy gjorde  sine hænder våde, kunne hans slag skade Crocodille.